# Whorn
Whorn — восьмой студийный альбом американской нойз-рок-группы The Cows, изданный 26 марта 1996 года лейблом Amphetamine Reptile Records.

## Отзывы критиков
Патрик Кеннеди из AllMusic присудил данному альбому две с половиной звезды из пяти, назвав данный релиз классикой коллектива. Джейсон Джозефес из Pitchfork Media присудил данному альбому семь с половиной баллов из десяти, отметив: «здесь нет абсолютно ничего такого, чего вы бы не слышали от The Cows раньше… но в этом нет ничего плохого».

## Список композиций
Слова и музыка всех песен — написаны The Cows.
| №                   | Название              | Длительность |
| ------------------- | --------------------- | ------------ |
| 1.                  | «Divorcee' Moore»     | 5:16         |
| 2.                  | «A Oven»              | 3:41         |
| 3.                  | «The Warden»          | 4:33         |
| 4.                  | «Mas-No Mas»          | 2:33         |
| 5.                  | «Four Things»         | 3:49         |
| 6.                  | «Tropic of Cancelled» | 3:38         |
| 7.                  | «The New Girl»        | 5:29         |
| 8.                  | «Organized Meat»      | 4:32         |
| 9.                  | «Massa Peel»          | 3:23         |
| 10.                 | «A Gift Called Life»  | 2:09         |
| 11.                 | «Jikan»               | 11:32        |
| Общая длительность: | Общая длительность:   | 50:11        |

## Участники записи
- Шеннон Сельберг — вокал, горн
- Тор Айзентрагер — гитара
- Кевин Рутманис — бас-гитара
- Фредди Вотел — ударные

Дополнительный персонал
- Рэнди Хокинс — звукозапись, микширование
- Том Хазельмайер — обложка
- Тим Мак — продюсирование, звукозапись, микширование